# Finn Rune Jensen
Finn Rune Jensen (ur. 9 stycznia 1957 w Haderslev) – duński żużlowiec i tuner żużlowy.

## Życiorys
Pierwszy znaczący sukces w swojej karierze osiągnął w roku 1975, zwyciężając w Młodzieżowych Indywidualnych Mistrzostwach Danii. Dziś jeden z czołowych tunerów na świecie. Robi motocykle m.in. Jasonowi Crumpowi.
W 1978 świętował swój największy sukces zostając indywidualnym Mistrzem Europy Juniorów w Lonigo. Jensen startował lidze angielskiej w latach 1977–1985 najdłużej związał się z zespołem Birmingham Brummies startując tam przez 5 sezonów (1977–1981).

## Przynależność klubowa
Wielka Brytania
- Birmingham Brummies (1977–1978)
- Birmingham Brummies (1980–1981)
- Leicester Lions (1982–1983)
- Cradley Heath Heathens (1984–1985)

## Osiągnięcia
- 1975 – Młodzieżowe Indywidualne Mistrzostwa Danii – 1. miejsce
- 1978 – Indywidualne Mistrzostwa Europy Juniorów –  Lonigo – złoty medal z dorobkiem 13 pkt (wyniki)